# تشيلسي موسم 2008–09
كان موسم 2008–09 هو الموسم التنافسي الـ95 لنادي تشيلسي لكرة القدم، والموسم السابع عشر على التوالي في الدوري الإنجليزي الممتاز والعام الـ103 منذ وجوده كنادي كرة قدم.